# Figulus punctifrons
Figulus punctifrons is een keversoort uit de familie vliegende herten (Lucanidae). De wetenschappelijke naam van de soort is voor het eerst geldig gepubliceerd in 1987 door Bomans.